# Vas limfatic
Vasele limfatice prezintă o continuare a capilarelor limfatice. Au diametrul mai mare decât cel al capilarelor limfatice. Prin ele limfa circulă spre ductele limfatice toracale.
Vasele limfatice însoțesc venele și au o structură histologică similară acestora. Pe pereții interiori, la distanțe egale, sunt prezente valvule semilunare ce asigură mișcarea lichidului doar într-o singură direcție. Prezența valvulelor conferă vaselor limfatice forma unui colier de perle. Prin contracția ordonată a segmentului dintre două valvule limfa avansează în direcția terminus.